# Plot Twist (brano musicale)
Plot Twist è un singolo della cantante norvegese Sigrid, il secondo estratto dall'EP di debutto Don't Kill My Vibe e pubblicato il 14 luglio 2017.

## Tracce
Testi e musiche di Sigrid Raabe, George Flint e Henry Flint.
1. Plot Twist – 3:25

Download digitale – The Remixes
1. Plot Twist (Disciples Remix) – 4:53
2. Plot Twist (Acoustic) – 3:37

## Classifiche
| Classifica (2017) | Posizione massima |
| ----------------- | ----------------- |
| Belgio (Fiandre)  | 94                |